# Erika Morini

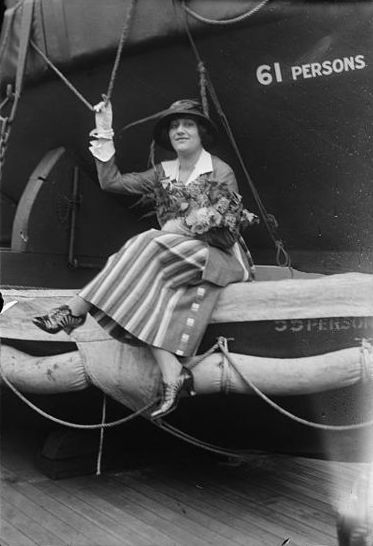
Erika Morini negli anni ‘30

Erika Morini (Vienna, 5 gennaio 1904 – New York, 31 ottobre 1995) è stata una violinista austriaca naturalizzata statunitense di origini italiane.

## Biografia
Erika (Erica) Morini nacque a Vienna e ricevette la sua prima istruzione dal padre, Oscar Morini, che era direttore di una scuola di musica di Vienna. Completò la sua formazione al Conservatorio di Vienna con Otakar Ševčík e con Rosa Hochmann-Rosenfeld .
Esordì a 12 anni a Vienna, quindi si esibì in molte altre città austro-tedesche finché si affermò definitivamente con un concerto tenuto al Gewandhaus di Lipsia nel 1918, sotto la direzione di Arthur Nikisch. Tre anni dopo debuttò a New York negli Stati Uniti, dove in seguito si stabilì, continuando a svolgere attività concertistica in tutto il mondo.
Nel 1924 le è stato donato lo Stradivari "Davidov-Morini" del 1727 (intitolato al violoncellista russo Karl Davydov). Nel 1935 le è stato conferito il titolo di Doctor of Music dello Smith College di Northampton (Massachusetts). Dopo il 1938, già residente negli Stati Uniti, ha iniziato a modificare il suo nome in “Erica”. La Morini si ritirò nel 1976 e a quanto pare non suonò mai più il violino.
Poche settimane prima di morire (già ricoverata in ospedale) le hanno rubato dal suo appartamento lo Stradivari. L'identità del ladro non è mai stata stabilita e lo strumento non è mai stato ritrovato. Morì nell’ottobre 1995, all’età di 91 anni.

## Note

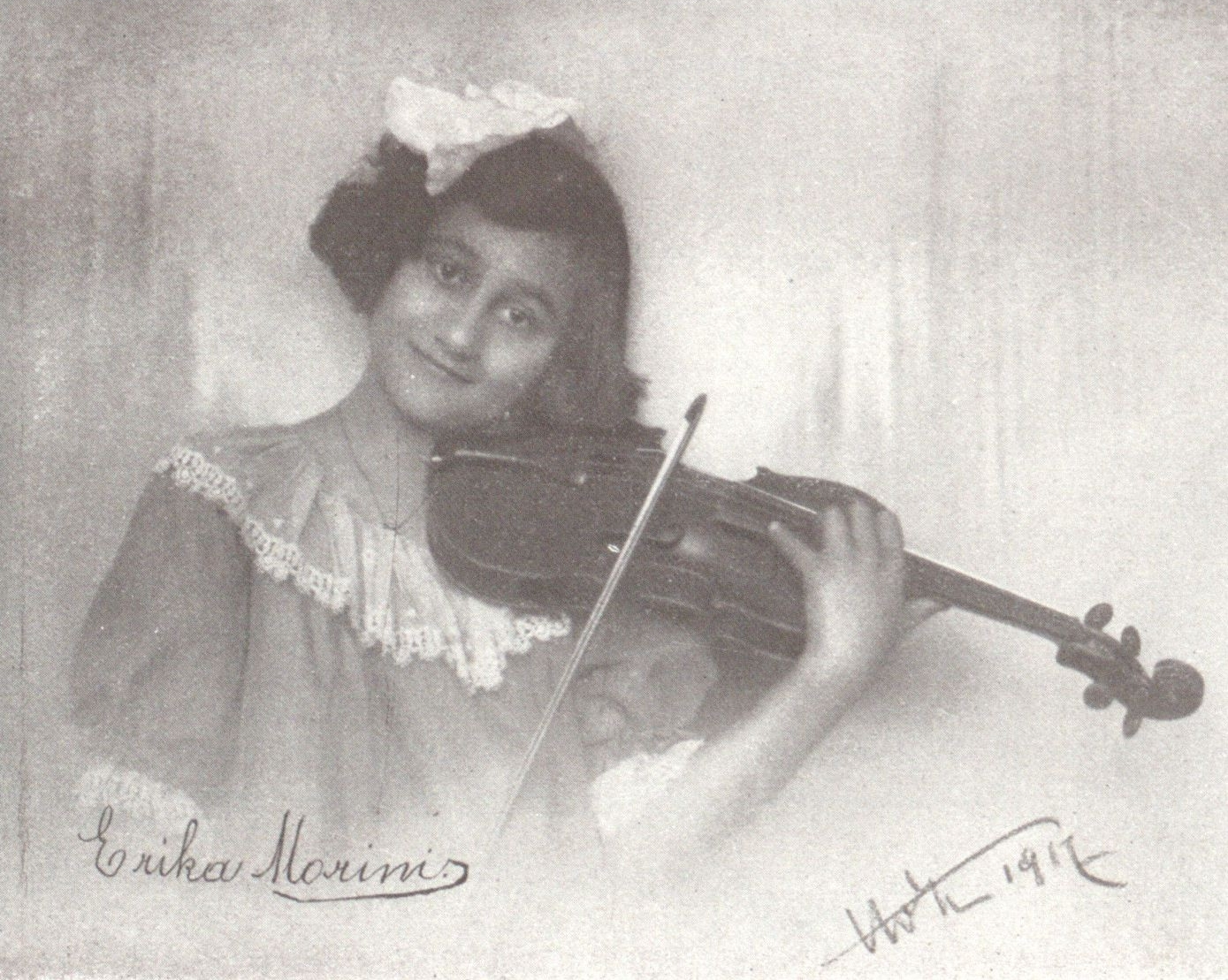
Erika Morini nel 1917